# 暴走漫画
暴走漫画（英語：Rage Comic），大陸作、臺灣作，是一种流行于网络的开放式漫画。由于有固定的人物设定，可由不具备美术功底的普通网民制作并发布。题材往往是贴近生活的糗事，也有少量讽刺性和严肃的反思性题材。

## 起源

### 4chan论坛的创立
2004年，当时还是15岁的学生克里斯托弗·普尔（网名Moot）仿照日本著名的2chan论坛创立了4chan论坛，旨在打造一个美国版的2chan。论坛最大的特点就是不需注册，匿名即可发布内容。这在引起很大争议的同时，也让4chan取得了巨大的成功。2009年5月，《时代》周刊在网络上进行投票，选举当年的“最具影响力百人榜”，Moot却一跃成为榜首人物。事后证明，这是一场恶作剧。一帮分布范围极广的黑客为了感谢Moot，而用技术手段将他推上“最具影响力排行榜”的榜首宝座，这也体现出4chan论坛的人气和受欢迎程度。

### 暴走漫画出现并逐渐流行
2007年7月17日，一个匿名用户上传了用Windows画板画的一则四格漫画，讲述一个人在蹲厕所时，因为有水溅到屁股上，而感到十分愤怒，同时又自觉好笑的过程。虽然这幅四格漫画中的线条非常简陋，却大获网友认同，并迅速奠定了暴走漫画的基调，即只讲日常生活中的琐事。很快，4chan网页中出现了几款非常经典、非常受欢迎的代表性表情图案，比如Rage Face（暴走脸）。 
之后，由于4chan论坛的发帖量大，不便于集中关注，许多在线社区就渐渐形成了专门Rage Comic的区域。2009年1月，社交新闻网站Reddit开设了一个FFFFFFFUUUUUUUUUUUU专栏，也就是俗称的“f7u12”，允许用户上传自己的暴走漫画。很快就收到无数的投稿，并开始增加了许多有名的表情，比如“Fuck Yeah”、“Forever Alone”等。于是Rage Comic迅速蹿红。一些网站也开始提供自定义漫画制作器，比如Memebase和Dan Awesome的Rage Maker等。 

## 发展

### 在欧美的发展
暴走漫画自出现后便一直拥有很高的人气，除了表达自己日常生活的囧事以外，经常用于其他目的。
2011年10月3日，一位英语教授Scott Stillar在Reddit建立了EFL comics分类，存放有用于给他的日本ESL（指用英语作为第二语言的人）学习者提高学习水平而制作的暴走漫画。针对此，有用户在Reddit上指出：｢学英语也用暴走漫画，太荒谬了！｣这位教授特意解释称，因为暴走漫画很特别，它的表情通俗易懂，可以帮助学习者了解这些不同的情感应该在什么样的情境下使用。这也说明了暴走漫画看似简单的画风，因为反复出现，更能给读者留下强化和启示的作用，而那些符号本身够夸张、够贱、够有冲击力，本身的确会令人过目难忘。
2012年11月，一名網友 Poopdeck 把其男性朋友無聊地玩著前女友的驗孕棒，卻得到陽性反應的趣事，造成暴走漫画幽默一番。殊不知他收到大量叮囑留言，說那「懷孕男」可能患上睾丸癌，最後 Poopdeck 在幾日後再作一篇梗漫，交代那「懷孕男」真是患上睾丸癌，並已做切除手術一事。他感謝大家的提醒，救其朋友一命。

### 在中國大陆的发展与商业化
2008年暴走漫画传入中国后，暴走漫画借助社交网站迅速在中国互联网传播。暴走漫画裡的男主角一般叫“王尼玛”，女性叫“王尼美”，还有其他的出场人物，例如王尼玛的铁哥们“曹尼玛”、王尼玛的宠物“汪尼玛”和“喵尼美”等。
2010年7月11日，美国论坛Reddit的一个用户Downlow上传了一系列原创漫画脸，其中就包括一张出自一场赛后新闻发布会的姚明脸，这张出名的囧形脸几乎是暴走漫画裡最经典的形象。此外，成龙、奥巴马、凤姐、曾轶可、杜甫、金正日、尔康、金正恩、谢尔顿·库珀等名人也有较高的出镜率，其头像多数出自电影或电视节目的截图。
2011年5月24日，一个网名为“王尼玛”的网友创办了专门发布暴走漫画并配有制作器的暴走漫画中文网站。“王尼玛”通过自己制作的暴走漫画制作器让许多没有经验的网友也能参与制作，促进了暴走漫画在中国的流行。现在，暴走漫画网站的日访问量已达千万。
暴走漫画在中国大陆的著作权于2012年2月被西安摩摩信息技术有限公司注册登记，登记号是2012－F－050197。该公司的老板，便是“王尼玛”。他据传是华裔英国人，声称几年前就开始在4chan网站参与创作。
暴走漫画的形象也常常被用于商业宣传。2012年，一个中国大陆淘宝店主上传了一个鼠标绘制的暴走漫画表情，并配以文字“美工突然辞职，不会作图啊，很厚实的毛衣，再穷也要买一件啊”。这给店主带来了商品销量的增长，30天内便售出近两百件。2012年10月上海长宁区的一家新开的奶茶店也以暴走漫画为主题，后者收到MOMO公司的免费授权。
2013年开始，“王尼玛”陆续推出了许多包括“暴走大事件”、“真人版脑残对话”在内的系列网络视频，并将视频发布至优酷和youtube等视频网站上。现在，暴走漫画已经成为中国互联网文化的一部分，由暴走漫画创造出的一些流行语，如道出屌丝心声的“注定孤独一生”（Forever Alone）等词句也成一些网民的口头禅。

#### 2018年5月违反英烈保护法事件
2018年5月16日，中国青年网发布《「暴走漫画」在「今日头条」侮辱董存瑞 网友：这是挑衅英烈保护法》一文，批评「暴走漫画」5月8日在「今日头条」等平台发布的一段短视频（截取自2014年首发的《暴走大事件》第三季第15集）含有戏谑侮辱烈士叶挺、董存瑞的内容，违反于2018年5月1日起实施的《中华人民共和国英雄烈士保护法》。今日头条随后宣布封禁涉事账号“暴走漫画”，“暴走漫画”主编王尼玛在微博回应称有关行为是断章取义，正在积极沟通以解除误会，我们坚决维护英烈保护法。5月17日下午，北京市网信办、市新闻出版广电局、市公安局、市文化市场行政执法总队联合约谈属地重点网站，17日晚，优酷、新浪微博、爱奇艺等网站宣布「清理侵害英雄烈士形象有害信息」，关闭多个账号，其中包括暴走漫画。“关闭公告”半小时后，暴走漫画CEO任剑在微博道歉，宣布即日起下线并暂停更新《暴走大事件》、《暴走看啥片》、《暴走玩啥游戏》等全线视频节目，对「暴走漫画」官方网站、暴走漫画app、暴走日报app无限期关停进行内容整改，公司内部进行整顿并组织学习相关法律法规、重新梳理相关流程、加强内部管理。5月19日，中共广东省惠州市惠阳区委宣传部发表《关于强烈谴责亵渎先烈行为的声明》，谴责暴走漫画戏谑亵渎叶挺等先烈的行为。
2018年5月22日，暴走漫画CEO任剑率工作人员，到广东惠阳叶挺将军纪念馆参观，祭扫叶挺将军陵园，次日到河北省隆化县董存瑞烈士陵园向董存瑞烈士纪念碑敬献花篮，并就发布涉嫌戏谑、侮辱英雄烈士事迹和精神的短视频内容表示公开道歉。5月23日暴走漫画通过惠州市惠阳区慈善总会，向叶挺纪念园（含叶挺纪念馆）捐款，定向用于该单位的建设。参观完董存瑞烈士陵园后，暴走漫画员工代表团还前往董存瑞家属住家，董存瑞的妹妹董存梅还给暴走漫画CEO任剑等人讲述董存瑞的事迹。
事后环球时报报道，董存梅评论“我觉得这事儿算不上侮辱……我们也需要暴走漫画这样的平台日后多宣传宣传英雄事迹。看到他们诚恳的态度很高兴，他们还很年轻，知错就改就是好孩子。他们这个平台还有很多其他的东西，有漫画，动画，电影，年轻人创业做得很好，社会各界该支持的还是要支持”。但5月28日，董存梅表示自己没有说过这段话，当时说的是“我说你不能这么搞，宣传其他的可以，你不能拿烈士开玩笑是吧?现在烈士保护法出来了，你怎么搞这个?对不对?”，而“烈士董存瑞一方的家属及律师”中的律师王凤鸣并不是自己的律师，而是“暴走漫画”的律师。
然而叶挺后代，叶挺之七子叶正光并不接受暴走漫画的道歉，同时向西安市雁塔区人民法院提起了对暴走漫画公司的诉讼。目前法院已立案受理。5月25日，惠阳区慈善总会发布说明，叶挺纪念园不接受来自暴走漫画公司的10万元定向捐赠款，该笔捐款现已退回暴走漫画公司。
2018年5月31日，中华人民共和国文化和旅游部在官方网站发布的《文化和旅游部严肃查处丑化恶搞英雄烈士等违法违规经营行为》一文中提到「文化和旅游部监测到有关“暴走漫画”的网络舆情后，立即部署查处。经查，“暴走漫画”通过“今日头条”平台发布含有丑化恶搞董存瑞烈士和叶挺烈士作品《囚歌》的视频，通过其自营网站提供丑化恶搞董存瑞烈士的网络动漫产品，文化和旅游部指导陕西省文化厅、西安市文化广电新闻出版局依法立案查处，将从快从重作出行政处罚。“今日头条”平台未落实主体责任，传播含有丑化恶搞英雄烈士的视频，文化和旅游部指导北京市文化市场行政执法总队依法立案调查。」
2018年7月中旬，暴走漫画部分平台恢复运营。
2018年9月28日，西安市雁塔区人民法院对叶挺烈士近亲叶正光、叶大鹰、叶铁军、叶晓梅、叶小燕、叶文、叶敏起诉西安摩摩信息技术有限公司名誉侵权一案一审公开宣判，判决西安摩摩公司在国家新闻媒体上予以公开道歉，消除其侵权行为造成的不良社会影响，并判决被告西安摩摩公司向原告支付精神抚慰金10万元。暴走漫画方于11月5日正式在《中国青年报》第六版刊载声明，向叶挺家人道歉。

### 在台灣的发展
台灣的梗漫發展時間較晚，早期透過網友翻譯美國網站上的英文梗漫传入，並透過各種網路平台如批踢踢逐漸發展。在2010年代，較著名的梗漫網站有好色龍、梗男、以及瘋狂塗鴉。

## 图片表情
除了用Windows画图工具绘制的粗糙表情外，暴走漫画还常常有名人的图片表情（或这些表情的简笔画）。
- 姚明：2010年7月11日出现，是姚明在一个赛后新闻发布会面对队友的愤然离席时露出的表情[29]。当时姚明的队友罗恩·阿泰斯特（现在叫慈善·世界·和平）和科比发生了冲突。在赛后的发布会中，阿泰斯特说自己跟科比从来就不是朋友，随后愤然离席。这时候姚明非常无厘头的说了一句：I'll see you in the club（译：我会在俱乐部见你），引爆了全场的笑点，于是就有了那一张照片，表示轻蔑的意思。随后还出现了变种，即姚明厌恶的神情。[5]
- 奥巴马：做出「你說對了」的手勢。
- 成龙：成龙挠头的图片，用来表示不知所云。
- 金正恩：金正恩拍手的图片，常常配以文字“妥妥的”。
- 凤姐：无语的图片。
- 杜甫：参见杜甫很忙。
- 尔康：《还珠格格》中尔康伸手的图片，表示等一等的意思。由于演员周杰的鼻孔较大，常常遭到PS恶搞。
- 張學友：其在飾演《旺角卡門》其中一幕，張學友的對白為「食屎啦你」，截圖隨後爆紅因而被做成暴漫。
- 崔成國：在韓國電影《金馆长对金馆长对金馆长》飾演金館長，因為臉部誇張而有多張表情都做成漫畫。
- 劉江：在2012年香港無綫電視劇集《拳王》中的一幕被網民惡搞加上一句「屌！講呢啲」的粗口字幕而在網絡界走紅。